# ب‌ام‌و سری ۳ (اف۳۰)
ب‌ام‌و سری ۳ (اف۳۰) (BMW 3 Series (F30)) یک سری خودرو است که از سال ۲۰۱۱ تا کنون در مونیخ، آلمان، رگنسبورگ، برزیل، جاکارتا، اندونزی، پرتوریا، افریقای جنوبی، ششم اکتبر (شهر)، مصر،کالینینگراد، روسیه، شن‌یانگ، جمهوری خلق چین، چنای، هند، تایلند و مالزی تولید می شود. طراحی آن موتور جلو،انتقال نیرو به صورت چرخ محرک عقب و چهار چرخ محرک است.